# Mira Furlan

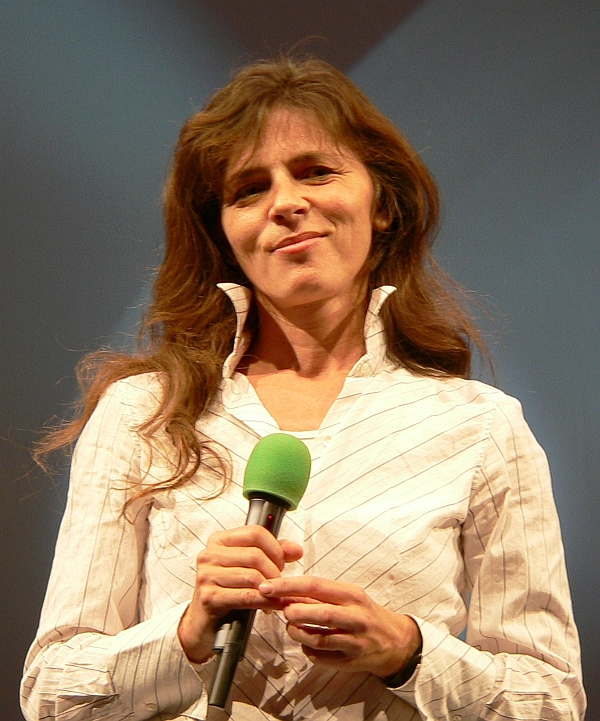
Mira Furlan, 2006 beim „Átjáró-festival“ in Budapest

Mira Furlan (* 7. September 1955 in Zagreb; † 20. Januar 2021 in Los Angeles, Kalifornien) war eine jugoslawische Schauspielerin, die ab 1991 in den Vereinigten Staaten lebte.

## Leben und Karriere
Furlan hatte jüdische Wurzeln und war in Jugoslawien eine der bekanntesten Theater- und Filmschauspielerinnen. Sie spielte unter anderem am kroatischen Nationaltheater in Zagreb (Hrvatsko narodno kazalište) und 1985 in Emir Kusturicas Film Papa ist auf Dienstreise, der die Goldene Palme in Cannes gewann.
Sie setzte sich für ein friedliches Zusammenleben in Jugoslawien ein, unter anderem durch einen Auftritt bei einem Belgrader Theaterfestival. Dafür wurde sie von Nationalisten aller Seiten verfolgt und bedroht. Am 1. November 1991 verfasste sie einen offenen Brief an ihre Mitbürger, der am 5. November in der Zagreber Zeitung Danas und am 10. November in der Belgrader Zeitung Politika abgedruckt wurde. In diesem Brief äußerte sie ihre tiefe Enttäuschung über das Verhalten ihrer Mitbürger, über die Drohungen der Nationalisten und vor allem über das Schweigen von Freunden, Kollegen und Bekannten. Mitte November 1991 wanderte sie deswegen mit ihrem Ehemann, dem Regisseur Goran Gajić, in die Vereinigten Staaten aus. Sie hatten einen gemeinsamen Sohn.
Zwischen 1993 und 1998 spielte sie in der Science-Fiction-Serie Babylon 5 die Rolle der Botschafterin Delenn. Für diese Rolle wurde sie 1996 mit dem Sci-Fi Universe Award als beste Nebendarstellerin ausgezeichnet. Zwischen 2004 und 2010 spielte Furlan in der US-Fernsehserie Lost die Rolle der Danielle Rousseau.
Furlan starb im Januar 2021 im Alter von 65 Jahren in Los Angeles an den Folgen einer Infektion mit dem West-Nil-Virus.

## Filmografie
- 1976: Knez (Fernsehfilm)
- 1976: Njih troje (Fernsehfilm)
- 1977: Prijedi rijeku ako mozes (Prijeđi rijeku ako možeš, Fernsehfilm)
- 1978: Istarska rapsodija (Fernsehfilm)
- 1979: Der Stein des Anstosses (Novinar)
- 1979: Ljubica (Fernsehfilm)
- 1980: Put u Kumrovec (Fernsehfilm)
- 1980–1981: Der große Platz (Velo misto, Fernsehserie, 13 Episoden)
- 1981: Rano sazrijevanje Marka Kovaca (Fernsehfilm)
- 1982: Nepokoreni grad (Fernsehserie, 3 Episoden)
- 1982: Kiklop
- 1982–1989: Smogovci (Fernsehserie, 15 Episoden)
- 1983: Prestrojavanje (Fernsehfilm)
- 1983: Kiklop (Miniserie, 4 Episoden)
- 1983: Kopf oder Zahl (Pismo – Glava)
- 1983: Dundo Maroje (Fernsehfilm)
- 1983: Djecak i zec (Kurzfilm)
- 1984: U raljama zivota
- 1984: Zadarski memento
- 1984: Stefica Cvek u raljama zivota (Miniserie)
- 1985: Horvatov izbor
- 1985: Papa ist auf Dienstreise (Otac na službenom putu)
- 1985: Cao inspektore
- 1985: Obisk (Kurzfilm)
- 1985: Zum Glück gehören drei (Za srecu je potrebno troje)
- 1985: To nije moj zivot, to je samo privremeno (To nije moj život, to je samo privremeno, Fernsehfilm)
- 1986: Schönheit der Sünde (Лепота порока)
- 1986: Spadijer-jedan zivot
- 1986: Od zlata jabuka
- 1986–1987: Putovanje u Vucjak (Fernsehserie, 8 Episoden)
- 1987: Ljubezni Blanke Kolak
- 1987: Osudjeni
- 1987–1988: Vuk Karadzic (Вук Караџић, Fernsehserie, 2 Episoden)
- 1988: Za sada bez dobrog naslova
- 1988: Dom Bergmanovih (Fernsehfilm)
- 1988: Verruchtes Paradies (El camino del sur)
- 1988: Braca po materi
- 1988: Spijun na stiklama
- 1988: Sever i jug (Fernsehfilm)
- 1989: Bolji zivot
- 1989: Bunker Palace Hôtel
- 1989: Drugarica ministarka (Fernsehserie, 7 Episoden)
- 1989: Poltron
- 1990: Gluvi barut
- 1990: Stela
- 1990–1991: Bolji život (Fernsehserie, 8 Episoden)
- 1991: Video jela, zelen bor (Fernsehfilm)
- 1991: Tudjinac (Miniserie, 2 Episoden)
- 1991: Sarajevske price (Fernsehserie, 4 Episoden)
- 1993–1998: Babylon 5 (Fernsehserie, 111 Episoden)
- 1995: Wege der Liebe (My Antonia, Fernsehfilm)
- 1996: Schwarze Drachen (Black Kites, Kurzfilm)
- 1997: New Spider-Man (Spider-Man: The Animated Series, Fernsehserie, 4 Episoden, Sprechrolle)
- 1998: Babylon 5: Der erste Schritt (Babylon 5: In the Beginning, Fernsehfilm)
- 1998: Babylon 5: Das Tor zur 3. Dimension (Babylon 5: Thirdspace, Fernsehfilm)
- 2001: Stahlkammer Zürich (Fernsehserie, 2 Episoden)
- 2001: Sheena – Königin des Dschungels (Sheena, Fernsehserie, Episode 2x06 The Treasure of Sienna Mende)
- 2004: Disi duboko
- 2004–2010: Lost (Fernsehserie, 20 Episoden)
- 2006: Night Stalker (Fernsehserie, Episode 1x09 Timeless)
- 2008: Vratice se rode (Fernsehserie, 8 Episoden)
- 2008: Turneja (Турнеја)
- 2009: Navy CIS (Navy NCIS, Fernsehserie, Episode 6x17 Paket von einem Toten)
- 2010: Ostavljeni
- 2010: Cirkus Columbia
- 2010: Law & Order: LA
- 2010: Najbolje Godine (Fernsehserie, 25 Episoden)
- 2010: Vergiss mich nicht Istanbul (Fernsehserie, Episode 1x01 Unutma beni İstanbul)
- 2011: Turneja (Fernsehserie, 3 Episoden)
- 2012: Twice Born – Was vom Leben übrig bleibt (Venuto al mondo)
- 2013: Sa mamom
- 2014: Kumun Tadi (Kumun Tadı)
- 2014: America, venim
- 2014: Lantern City (Fernsehserie)
- 2014: Für immer
- 2015: Surviving Me: The Nine Circles of Sophie
- 2016: Vere i zavere (Fernsehserie, 12 Episoden)
- 2016–2017: Das geheimnisvolle Kochbuch (Just Add Magic, Fernsehserie, 6 Episoden)
- 2017: Hiba (Kurzfilm)
- 2017: A Royal Christmas Ball (Fernsehfilm)
- 2018: The Art of Murder (Fernsehfilm)
- 2019: Variables (Kurzfilm)
- 2020: Just Add Magic: Mystery City (Fernsehserie, Episode 1x05 Just Add Volume)
- 2020: Pred nama (Kurzfilm)
- 2020: Space Command (Fernsehserie, 5 Episoden)
- 2021: Arcane (Fernsehserie, Episode 1x05 Everybody Wants to Be My Enemy, Sprechrolle)
- 2021: Burning at Both Ends